# Hôtel Beauharnais
L’hôtel Beauharnais ou hôtel de Beauharnais est un hôtel particulier situé au no 78 rue de Lille, à Paris (France), qui est la résidence de l'ambassadeur d'Allemagne en France (l'ambassade elle-même se trouve avenue Franklin-D.-Roosevelt).
L'hôtel de Beauharnais tient son nom d'Eugène de Beauharnais, vice-roi d'Italie, beau-fils de l'empereur des Français Napoléon Ier. 
L'ensemble de l'hôtel, ainsi que sa cour et son jardin, sont classés au titre des monuments historiques depuis un arrêté du 27 juillet 1951.

## Histoire

### Ancien régime
Cet hôtel particulier est édifié par Germain Boffrand qui acquiert vers 1710 une bande de terrain, le long de la rive gauche de la Seine. Sur son terrain, Boffrand édifie plusieurs demeures. Pour lui-même, il fait bâtir un hôtel dont le jardin rejoint la Seine (l'actuel quai Anatole-France). Au sud, il donne sur la rue de Bourbon, plus tard rue de Lille. 
L'architecte ne profite guère de sa demeure, puisqu'il la vend, un an après son installation, à Jean-Baptiste Colbert, marquis de Torcy, neveu de Colbert. 
L'hôtel a par la suite plusieurs autres propriétaires. En 1766, il est acheté par le duc de Villeroy. 

### Premier Empire
Le 20 mai 1803, Eugène de Beauharnais, âgé de 22 ans, beau-fils du Premier Consul Napoléon Bonaparte, l'achète pour la somme de 195 000 francs. L'hôtel est alors assez délabré. 
L'année suivante, Eugène est fait archi-chancelier de l'Empire, puis vice-roi d'Italie. Les dépenses occasionnées par les travaux (non de la part d'Eugène, qui y vit peu, mais de sa sœur Hortense et de sa mère Joséphine) émeuvent l'opinion publique et Napoléon charge Fouché de se renseigner sur les agissements de l'architecte Laurent-Edmé (dit Nicolas) Bataille et de l'administrateur du mobilier impérial, Étienne-Jacques-Jérôme Calmelet-Durozoy. 
Le 3 février 1806, par une lettre, il reproche à son beau-fils d’avoir « jeté des sommes immenses à la rivière ». Eugène défend ses architectes et insiste sur ses charges pour justifier son manque de surveillance. Napoléon lui répond qu’il met l’embargo sur l’hôtel qui n'est habité par son propriétaire que durant un court séjour à Paris en 1811. 

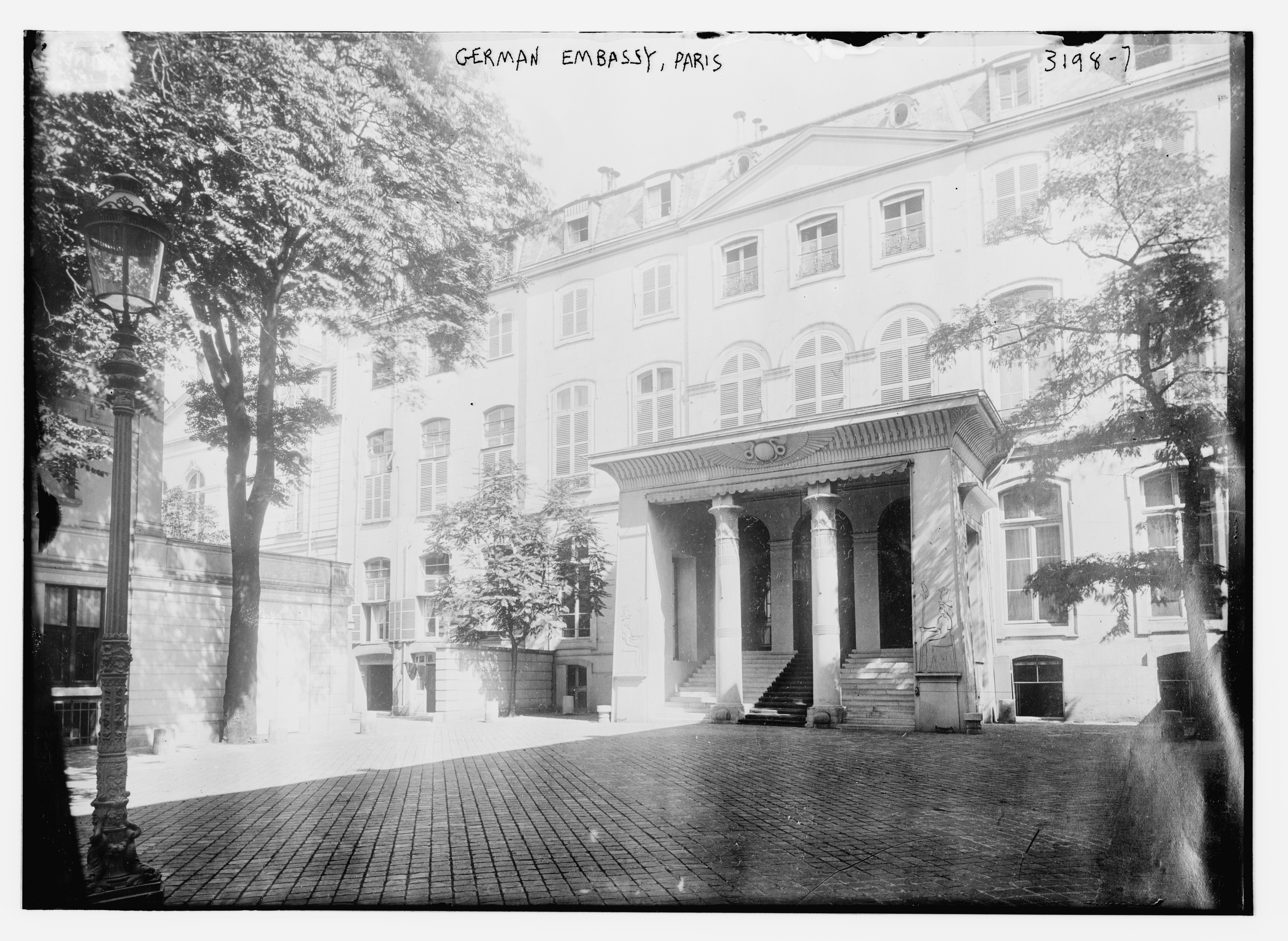
La cour d'honneur en 1910.

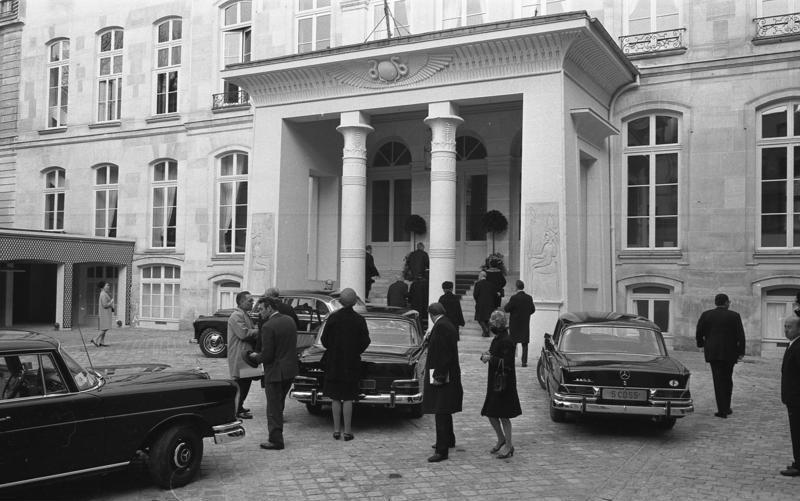
Le porche de style égyptien de l’hôtel Beauharnais en 1968.

La modification la plus spectaculaire des architectes fut l’ajout d’un porche de style égyptien. L’hôtel de Beauharnais est régulièrement cité dans les  publications sur l’Égypte à Paris.

### Ambassade de Prusse puis d'Allemagne
Lors de l'entrée des alliés à Paris, en 1814, le roi de Prusse, Frédéric-Guillaume III en fait son logement. L'hôtel lui plait si bien qu'il désire en faire le siège de la légation de Prusse, pour rivaliser avec l'ambassade du Royaume-Uni. L'immeuble, son mobilier et ses dépendances sont achetés le 18 février 1818 pour 575 000 francs, payés directement par le roi.
L'hôtel devient l'ambassade officielle de la Prusse en 1862. Otto von Bismarck, qui y est brièvement ambassadeur entre mai et septembre de la même année, écrit à son épouse à propos du bâtiment : « On pourrait être partout à la forêt ou à la campagne. Tout est tourné vers le nord, est froid et humide, sent le renfermé et le cloaque », même si cela aurait été pour dissuader cette dernière de le rejoindre. Il y revient en juin 1867 avec Guillaume Ier pour assister à l'exposition universelle. Une réception a lieu à l'hôtel, où est invité Napoléon III (après s'être rendu à l'ambassade austro-hongroise et celle de la Russie) ; un diplomate écrit : « Vers 23 heures, grosses bousculades : l'empereur arrive avec l'impératrice. Pendant ce temps, Bismarck se tient près du tonneau de bière dans le jardin ».
Lors de la guerre franco-allemande de 1870, l'ambassade est inoccupée. Au lendemain de la proclamation de l'Empire allemand sous l'égide des Prussiens en 1871, l'hôtel devient logiquement l'ambassade du nouvel État. À l'époque, aucune personnalité politique allemande ne peut s’y rendre : en 1874, Louis II de Bavière y vient sous une fausse identité, puis la mère de l'empereur Guillaume II, Victoria. Alors que l'esprit de revanche imprègne l'époque, le président français Sadi Carnot s'y rend en 1890. Dans les années 1900, le consulat général d'Allemagne se trouve dans la même voie que l'ambassade, 123 rue de Lille. Le 25 septembre 1894, c'est dans l'ambassade que Marie Bastian préleva dans une corbeille à papier le bordereau qui fut à l'origine de l'affaire Dreyfus. En 1914, l'ambassade est évacuée et ne rouvre qu'en 1924 après l'occupation de la Ruhr.

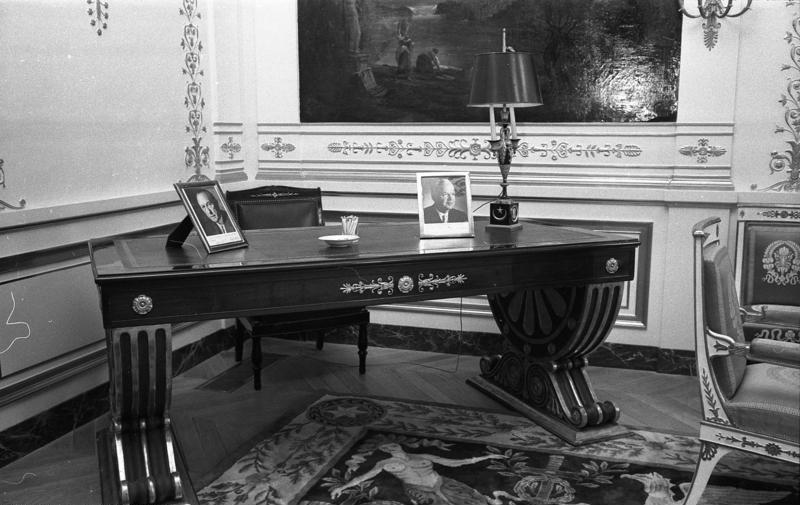
Bureau de Bismarck en 1968.

En 1933, l'ambassadeur Roland Köster essaie de contourner les directives de mise à pied de ses collaborateurs juifs et refuse initialement de hisser le drapeau nazi. En 1936, son successeur, Johannes von Welczeck, applique pour sa part toutes les directives de Berlin. Le couple germanophile Édouard VIII et Wallis Simpson y est accueilli par un salut nazi, ainsi que la cinéaste Leni Riefenstahl. C'est aussi là que le militant juif antinazi Herschel Grynszpan assassine le troisième conseiller de l’ambassade, Ernst vom Rath, le 7 novembre 1938 au matin. Le lendemain, Adolf Hitler déclenche la nuit de Cristal.
En 1939, après la déclaration de guerre de la France à l'Allemagne, l'ambassade est de nouveau évacuée. Pendant l'occupation de Paris par les Allemands, l'ambassadeur allemand, le francophile Otto Abetz, réside dans l'hôtel. Il prône une entente intellectuelle entre les deux pays, y recevant des écrivains et des acteurs. Même si les autorités allemandes demandent que les œuvres d'art spoliées aux Juifs ne soient pas visibles à l'ambassade, des pièces de la collection des Rothschild du château de Ferrières y sont exposées, notamment des tableaux d'Horace Vernet ou le bureau de Metternich.
À la fin de la Seconde Guerre mondiale en 1944, l'hôtel est confisqué par l'État français, qui y installe une partie des services du ministère des Affaires étrangères puis ceux de l'hôtel Matignon. C'est durant cette période, en 1951, que l'hôtel est classé monument historique. C'est dans cet hôtel que se tient, en juin 1950, un bal en costume de l'époque du Directoire à l'occasion des 150 ans du Conseil d'État.
L'Allemagne retrouve une représentation permanente en 1955 avec un consul général mais n'a pas encore l'usage du bâtiment. Par décret de l'Assemblée nationale du 20 juillet 1961, dans le contexte de réconciliation franco-allemande, l'hôtel est rétrocédé à la République fédérale d'Allemagne (RFA) le 26 mars 1962, et reprend ainsi sa destination initiale, jusqu'au transfert des services de l’ambassade d'Allemagne au no 13-15 avenue Franklin-D.-Roosevelt dans le 8e arrondissement. L'hôtel Beauharnais sert donc depuis de résidence à l'ambassadeur. Au début des années 1960, une première restauration est menée ; l'ambassade est inaugurée en présence du président Charles de Gaulle le 3 février 1968 ; ce jour-là, le portrait de Bismarck est enlevé, et ne sera plus jamais accroché par la suite.
À l'occasion du bicentenaire de la présence allemande dans l'hôtel de Beauharnais, ce dernier bénéficie, depuis le début du XXIe siècle, d'une scrupuleuse restauration de ses décors intérieurs de style Empire.
À l'intérieur, on remarque en particulier les décors du Salon des Quatre Saisons, de la chambre d'Hortense de Beauharnais et du Salon Cerise.

### Liste de ses occupants depuis l’acquisition par la Prusse

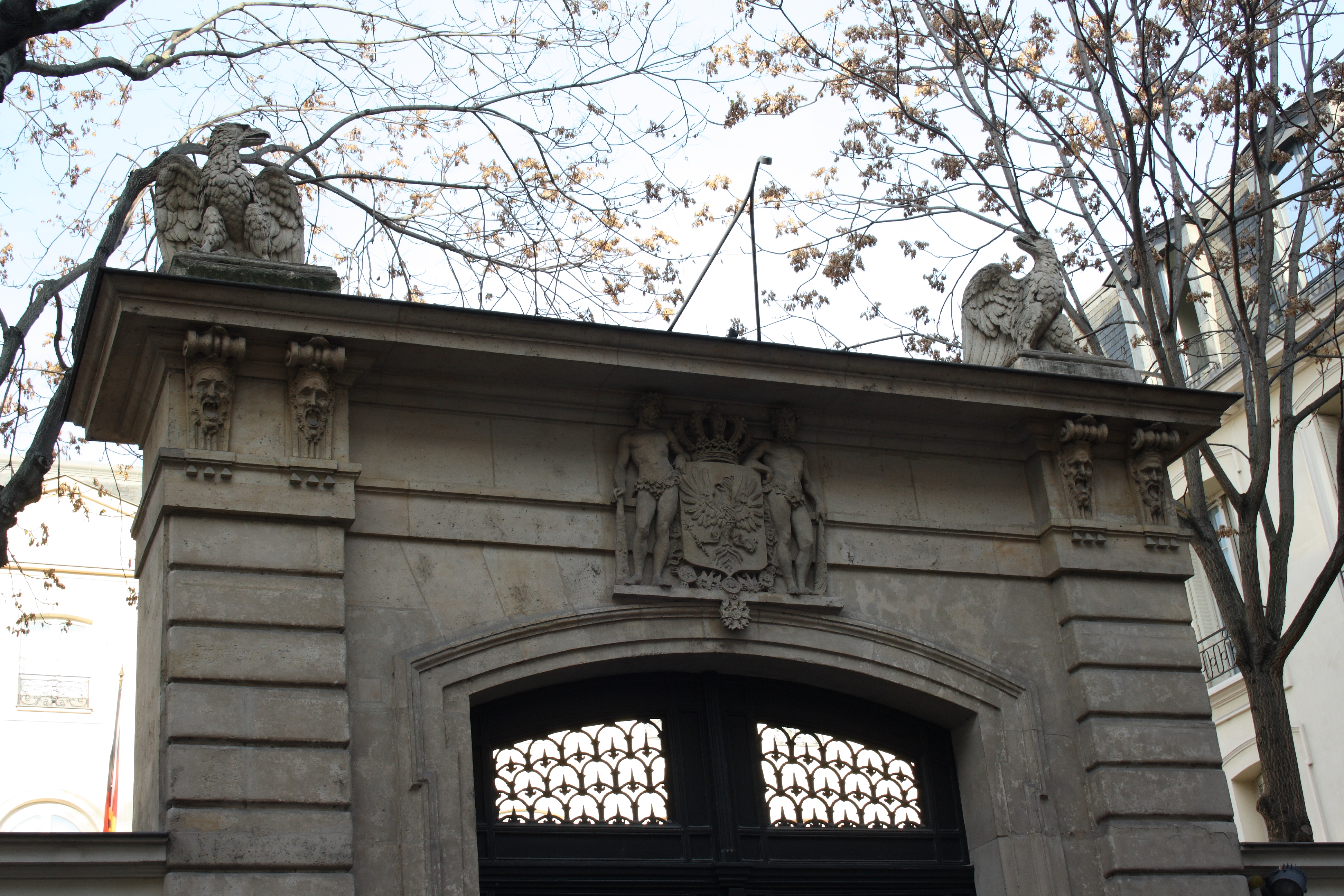
Armoiries du royaume de Prusse (portique donnant sur la rue de Lille).

### Texte d'Arthur-Lévy
« On soupçonne M. Calmelet et un nommé Bataille, dont il se sert comme architecte et tapissier, de s'entendre d'une manière contraire à mes intérêts, et je suis assez porté à ajouter foi aux différents renseignements qui me parviennent, quand je considère qu'ils ont présenté un compte d'un million de dépenses dans une maison du prince Eugène qu'ils ont arrangée et où, certainement, ils n'ont pas dépensé 200 000 francs. »

— Arthur-Lévy, Napoléon intime, Paris, Nelson, page 417.

### Note
- Le Centre allemand d'histoire de l'art de Paris a lancé un projet de recherches à long terme sur l'étude de l'Hôtel Beauharnais: inventaire complet et documenté de tous ses meubles, bronzes, peintures et objets d'art, source: Prof. Dr. Dr. h. c. Thomas Gaehtgens, « Grands instituts d'histoire de l'art, Le Centre allemand d'histoire de l'art de Paris », Nouvelles[7], no 29, pages 11–12.

## Pour approfondir